# Приключения Пигли Уинкса
«Приключения Пигли Уинкса», или «Сто затей для друзей»  (англ. Jakers! The Adventures of Piggley Winks) — компьютерный анимационный сериал про поросёнка Пигли, телёнка Ферни и уточку Дану (в дубляже канала Карусель её зовут Денон). В период с 2004 по 2007 год мультсериал получил многочисленные награды, среди которых 6 премий «Эмми». Слово "Jakers!" является ирландским выражением, используемое в 1950-х годах, которое означает «Вау!» или «Супер!», его Пигли и его отец произносят тогда, когда находили или узнавали что-нибудь новое во время своих приключений.

## Сюжет
Пигли Уинкс — весёлый, заводной поросенок, живший в Ирландии в середине XX века. Как и все дети, живущие на ферме, Пигли ходил в школу и помогал своим родителям. А ещё он любил приключения, постоянно попадая в самые разнообразные необычные и интересные ситуации вместе со своими друзьями Ферни, Молли и Даной. Прошло много лет, и уже в наше время Пигли, ставший дедушкой, делится своими историями с внуками, даёт им советы и помогает принимать решения.